# Аглинц, Кристина Сергеевна
Кристина Сергеевна Аглинц (настоящая фамилия — Аглинцян, род. 	2 марта 1973, Куйбышев, ныне Самара) — российская певица и композитор.

## Биография
Родилась в семье джазового музыканта, тромбониста С. В. Аглинцяна. На воспитание музыкального вкуса Кристины повлияли пластинки Эл Джерро, Билли Холидей, Эллы Фицджеральд, которые отец привозил ей из зарубежных турне. Игре на фортепиано начала обучаться в 5 лет, примерно тогда же начала петь. Окончила музыкальное училище в Самаре, затем продолжила обучение в Москве, в Российской академии музыки имени Гнесиных (по классу фортепиано).
В 1997 году в качестве гостя была приглашена на 8-й Международный фестиваль «Славянский базар», где пела в сопровождении оркестра Александра Клевицкого.
Выступала на центральных российских телеканалах в программах «Добрый вечер», «Лестница в небо», «Два рояля» и других.
Музыкальную карьеру начала с джаза. Представляла Россию на Всемирном чемпионате по искусствам (World Championship in performing art), где стала обладательницей золотой медали в номинации «Джаз-вокал» и завоевала кубок как лучшая вокалистка мира во всех номинациях чемпионата. До настоящего времени Кристина — единственная обладательница такого высокого титула в России.
Музыку Кристина Аглинц пишет сама. Её песни исполняли и исполняют такие представители российской эстрады, как И. Кобзон, В. Толкунова, Л. Серебренников, М. Девятова. Есть совместные работы с В. Пресняковым-старшим. Сотрудничает с такими поэтами-песенниками, как Илья Резник, С. Алиханов, И. Брусенцов, А. Вулых.
Кристина участвует в телешоу и музыкальных передачах, таких как программа «Жизнь прекрасна» на канале СТС.
Кристина Аглинц — автор музыки гимна спортивного комплекса «Лужники» и «Олимпийского марша», который транслировался на Первом канале в поддержку сборной России на зимних Олимпийских играх в Турине. «Олимпийский марш» поддерживал российских спортсменов на олимпиаде в Пекине. На эту песню, ставшую официальной песней сборной России, снят видеоклип с участием российских чемпионов. Специально для Президентского полка была написана песня «Кавалергарды». Она звучит в исполнении Кристины, Президентского оркестра и хора Дважды Краснознаменного Академического ансамбля песни и пляски Российской Армии имени А. В. Александрова.

## Награды
- Вторая премия на Всероссийском конкурсе пианистов (1992)[источник не указан 592 дня]
- Третья премия на Международном конкурсе пианистов в Греции (Афины) (1996)[источник не указан 592 дня]

Кристина — обладательница правительственных наград и медалей «За служение Отчизне», «Честь и Доблесть». Член общественного совета Академии управления МВД РФ. Участвует в концертных программах на высоком правительственном уровне.